# アリシューザ (軽巡洋艦・2代)
| 「アリシューザ」(1942年4月撮影) | |
| 基本情報                        | |
| 建造所                          | チャタム造船所 |
| 運用者                          | イギリス海軍 |
| 艦種                            | 軽巡洋艦 |
| 級名                            | アリシューザ級 |
| 艦歴                            | |
| 発注                            | 1932年9月1日 |
| 起工                            | 1933年1月25日 |
| 進水                            | 1934年3月6日 |
| 就役                            | 1935年5月23日 |
| 除籍                            | 1945年 |
| 性能諸元                        | |
| 排水量                          | 基準：5,220トン |
| 全長                            | 506 ft （154.2 m）                                                                                                   |
| 水線長                          | - ft （146.8m m） |
| 全幅                            | 51 ft （15.54 m） |
| 吃水                            | 16.5 ft （5.03 m）                                                                                                   |
| 機関                            | アドミラリティ式重油専焼三胴型水管缶4基 +パーソンズ式ギヤードタービン 4基4軸推進                                     |
| 最大出力                        | 64,000shp |
| 最大速力                        | 32.25ノット |
| 航続距離                        | 10ノット/12,000海里                                                                                                  |
| 燃料                            | 重油：1,325トン |
| 乗員                            | 500名 |
| 兵装                            | Mk XXIII 15.2cm（50口径）連装砲3基6門 10.2cm（45口径）単装高角砲4基4門 12.7mm四連装機銃2基 53.3cm魚雷発射管三連装2基 |
| 装甲                            | 舷側：70mm（水線部、機関区のみ） 甲板：25mm（機関区） 火薬庫：25～60mm 主砲塔：25mm（前盾）                          |
| 航空兵装                        | 水上機：1機 カタパルト1基                                                                                            |

アリシューザ (HMS Arethusa, 26) は、イギリス海軍の軽巡洋艦。アリシューザ級のネームシップ。

## 艦歴
チャタム造船所にて1933年1月25日起工、1934年3月6日進水し、1935年5月23日に就役、地中海の第3巡洋艦戦隊に配属された。
しかし、1940年の初めに「アリシューザ」及び「ペネロピ」は本国艦隊より呼び戻され、本国帰投後は第2巡洋艦戦隊を編成する。
1940年4月にノルウェーの戦いに参加後、5月8日にノア管区に配備され、カレーの防衛軍を支援した。
1940年6月28日、ジブラルタルで新しく編成されたH部隊に加わり、1940年7月にメルセルケビール海戦に参加した。
H部隊にて、「アリシューザ」は大西洋及び地中海の哨戒任務に就く。
1941年5月、「アリシューザ」はアイスランドとフェロー諸島の海域で運用されていたが、
7月に地中海に戻り、マルタ船団を護衛及び補給航路の維持に努めた。 
1941年12月、ロフォーテン諸島の襲撃に参加した際に船体に損傷を負い、1942年4月までチャタムで修理及び補修を行った。
その後、1942年6月に地中海に戻り、マルタの補給を主に支援する第15巡洋艦戦隊に加わった。
「アリシューザ」は戦没することなく第二次世界大戦の終戦を迎え、その後は除籍、解体された。